# 元件 (圖論)

有3個元件的圖

在圖論中，元件（英語：Component）又稱為連通元件、元件、或分支，是一個無向子圖，在元件中的任何兩個頂點都可以經由該圖上的邊抵達另一個頂點，且沒有任何一邊可以連到其他子圖的頂點。例如右圖中的無向圖可以分成3個無向子圖，也就是3個元件。沒有與任何其他頂點相連的單一頂點也可以算是一個元件。
如果圖是一個有向圖，而每2個頂點都存在可以來回該頂點的路徑則稱為強連通元件；而若圖上任兩個點之間皆有不止一條路徑連通，則稱為雙連通元件。

## 定义与示例

有七个分量的

无向图的连通分量的定义是一个连通子图，且其不是某个更大的连通子图的一部分。例如，第一幅图有三个分量。图的每个顶点{\displaystyle v}属于一个该图的分量，其同时也是{\displaystyle v}可到达的顶点所构成的集合的导出子图。每个图都是它的分量构成的不相交并。 更多示例包括如下特殊情况：
- 在空图中，每个顶点形成一个有一个顶点和零条边的分量。[4] 更加一般地说，任意图中的每个孤立顶点都会形成这种分量。[5]
- 在连通图中，有且仅有一个分量，它就是整个图。[4]
- 在森林中，每个分量是一棵树。[6]
- 在聚类图中，每个分量是一个极大团。这些图可以作为任意无向图的传递闭包产生，对于这些图来说，找到传递闭包是确定连通分量的等价表述。[7]

分量的另一个定义涉及定义在图的顶点上的等价关系的等价类。在无向图中，如果有一条从{\displaystyle u}到{\displaystyle v}的路径，那么顶点{\displaystyle u}就“可到达”{\displaystyle v}。
可达性是一种等价关系，因为：
- 它是自反关系。从任何顶点到它本身都有一条长度为零的平凡路径。
- 它是对称关系。如果有一条从{\displaystyle u}到{\displaystyle v}的路径，同样的边以相反的顺序形成一条从{\displaystyle v}到{\displaystyle u}的路径。
- 它是传递关系。如果有一条从{\displaystyle u}到{\displaystyle v}的路径和一条从{\displaystyle v}到{\displaystyle w}的路径，这两条路径可以串联起来，形成一条从{\displaystyle u}到{\displaystyle w}的路径。

这种关系的等价类将图的顶点划分为不相交集，即顶点的子集，这些子集相互之间都是可达的，在这些子集之外没有额外的可达对。每个顶点正好属于一个等价类。那么，分量就是这些等价类中的每一个所形成的导出子图。另外，有些资料将分量定义为顶点的集合，而不是它们所导出的子图。